# Мисс Интернешнл 1969
Мисс Интернешнл 1969 (англ. Miss International 1969) — 9-й конкурс красоты Мисс Интернешнл. Победительницей стала Валери Холмс, представительница Великобритании. Он проведён 13 сентября 1969 года в Ниппон Будокан, Токио (Япония).

## Финальный результат
| Финальные результаты | Участница |
| -------------------- | --- |
| Мисс Интернешнл 1969 | - Великобритания — Валери Холмс |
| 1-я вице-мисс        | - Финляндия — Сату Ёстринг |
| 2-я вице-мисс        | - Никарагуа — Мария Куадра Лакайо |
| 3-я вице-мисс        | - Швейцария — Жанетт Биффигер |
| 4-я вице-мисс        | - Таиланд — Узани Фенфимол |
| Полуфиналистки       | - Австралия — Жанин Форбс - Бразилия — Мария Александрино дос Сантос - Ирландия — Мэри Келли - Япония — Акеми Окамото - Новая Зеландия — Дейдре Брутон - Норвегия — Ингеборг Мария Соренсен - Филиппины — Маргарет Орбе Монтинола - Испания — Мери де Лара Кабальеро - США — Гейл Ковали - Венесуэла — Кристина Кеуш Перес |

## Участница
- Аргентина — Грасиела Ева Аревало
- Австралия — Жанин Форбс
- Австрия — Кристль Холлер
- Бельгия — Жосижан Минет
- Боливия — Эрика Коленбергер
- Бразилия — Мария Лусия Александрино дос Сантос
- Канада — Нэнси Уилсон (СФ Вселенная '68, Мира '68, Королева Тихого океана '69)
- Шри-Ланка — Ширлин Клара Перера
- Колумбия — Лаура Фабиола Пимиенто Баррера
- Коста-Рика — Соня Кокембер
- Дания — Гитте Броге (Вселенная '68)
- Эквадор — Александра Сванберг
- Финляндия — Сату Шарлотта Ёстринг (4th RU Europe '66, 1st RU Universe '66, winner Scandinavia '67, Maja '69, SF Charming Int'l '72)
- Франция — Софи Яллант
- Германия — Бригитта Коморовски
- Великобритания — Валери Сьюзан Холмс
- Греция — Риа Никалу (Charming Int'l '72)
- Гуам — Мерседес Росарио Рубик (Asia '70)
- Нидерланды — Элс ван дер Колк
- Гонконг — Сесиль МакСмит
- Исландия — Хелен Кнутсдоттир (Europe '68, Universe '68)
- Индия — Венди Лесли Ваз
- Индонезия — Ирма Хардисурия (Asia '70)
- Ирландия — Мэри Келли
- Израиль — Сара Двир
- Италия — Джулиана Ламберти
- Ямайка — Одри Делл
- Япония — Акеми Окамото
- Республика Корея — Ким Йоо-кьёнг (настоящее имя: Ким Сунг-джа)
- Люксембург — Мирей Коллинг
- Малайзия — Полина Чэй Сью Фин (Queen of the Pacific '69)
- Мальта — Роз Барпи
- Мексика — Ана Мария Магна (World '68)
- Марокко — Рахима Хахти (Maja '69)
- Новая Зеландия — Дейдре Брутон (winner Queen of the Pacific '70)
- Никарагуа — Мария Маргарита Куадра Лакайо
- Норвегия — Ингеборг Мария Соренсен (2nd RU Maja '67, 1st RU World '72)
- Филиппины — Маргарет Роз "Binky" Орбе Монтинола
- Португалия — Мария Изабела Роза Пинью
- Испания — Мери де Лара Кабальеро (Maja '69)
- Сингапур — Дженни Серван Вонг
- Швеция — Бодиль Йенсен
- Швейцария — Жанетт Биффигер (Europe '68, Universe '68, World '68)
- Французская Полинезия — Доминик Вилория Поемоана
- Таиланд — Узани Фенфимол
- Тунис — Пикайа Декхил (World '67, Universe '68)
- США — Гейл Ковали
- Венесуэла — Кристина Кеуш Перес